# Богилице
Богилице (серб. Богилице / Bogilice) — село в общине Вишеград Республики Сербской Боснии и Герцеговины. В настоящее время село необитаемо.